# Sleepy Man
Sleepy Man (bis Ende 2014 Sleepy Man Banjo Boys) ist eine Bluegrass-Band aus New Jersey.

## Bandgeschichte
2011 gründeten die drei Brüdern Tommy (* 14. Juli 1997, Gitarre und Backgroundgesang), Robbie (* 7. November 1998, Geige und Gesang) und Jonny (* 14. März 2002, Banjo) Mizzone die Band Sleepy Man Banjo Boys. 2013 kamen Blake Pitney am Bass und Corey Piatt an der Mandoline hinzu, die jedoch nicht lange dabei blieben, 2015 kam mit Josh R. Thomas dann ein fester Bassist hinzu.
Sie veröffentlichten erste Musikvideos aus ihrem Schlafzimmer heraus über die Videoplattform YouTube, daher auch der Name. Beeinflusst wurde die Gruppe von Bluegrass-Musikern wie J. D. Crowe, Ralph Stanley und Tony Rice. Sie sind außerdem sehr gläubig und haben sehr viele Charity-Aktionen bespielt. 
Bekanntheit erlangten sie, als einige ihrer YouTube-Videos viral gingen. Ein Video auf YouTube, auf dem Jonny Mizzone zusammen mit seinen Brüdern Earl Scruggs’ Flint Hill Special üben, wurde über sieben Millionen Mal angeklickt.   Am 20. August 2011 traten Sleepy Man Banjo Boys zum ersten Mal in der Radioshow Grand Ole Opry auf. Es folgten weitere Auftritte. Unter anderem traten sie bei der Late Show with David Letterman, Huckabee, der Today Show, in der Carnegie Hall sowie auf mehreren Bluegrass-Festivals auf. Sie spielten unter anderem mit Steve Martin bei einem Tributabend an Earl Scruggs sowie mit J.D. Crowe beim Newport Folk Festival.
Ihre erste CD, America’s Music, veröffentlichte das Trio im Oktober 2011, die zweite CD, The Farthest Horizon, erschien im Oktober 2012. Auf diesem Album ist bei zwei Songs Ashley Lilly zu hören, die 13-jährige Enkelin des Bluegrassmusikers Everett Lilly. Im Februar 2014 veröffentlichten sie die Single Run, auf dem erstmals Robbie singt. Ihr drittes Album mit einem Instrumentalstück und fünf Songs, in denen Robbie singt, erschien im Juni 2014. 
2015 waren sie bei den Independent Music Awards nominiert und gewannen in den Kategorien Americana und Instrumental Song.

## Diskografie

### Alben
| Titel                     | Details                                                                | Chart Positionen | Chart Positionen |
| Titel                     | Details                                                                | US Grass         | US Heat          |
| ------------------------- | ---------------------------------------------------------------------- | ---------------- | ---------------- |
| America’s Music           | - Veröffentlicht am: 21. September 2011 - Label: Eigenveröffentlichung | 8                | —                |
| The Farthest Horizon      | - Veröffentlicht am: 9. Oktober 2012 - Label: Eigenveröffentlichung    | 3                | 29               |
| "—" Ohne Chartplatzierung |                                                                        |                  |                  |

### EPs
- 2014: By My Side

### Singles
- 2014: Run
- 2015: Same Same Stars
- 2016: Your Smile
- 2016: Feeling I’m Awake